# Кісіль Руслан Сергійович
Русла́н Сергі́йович Кісі́ль (23 жовтня 1991, Новодонецьке, Донецька область, Україна) — український футболіст, відтягнутий нападник мальтійського клубу «Гуджа Юнайтед».

## Життєпис
Руслан Кісіль народився 23 жовтня 1991 в селищі Новодонецьке Донецької області. Футбольне мистецтво осягав у молодіжній академії донецького «Шахтаря». У 2007 році Руслан почав грати за «Шахтар-3», який виступав у Другій лізі України. За три сезони він провів 45 матчів і забив 7 м'ячів. У сезоні 2010/11 Кисіль провів 8 ігор за «гірників» у молодіжному чемпіонаті України, наступному сезоні — 22 матчі і 5 голів.
Влітку 2012 року Руслан Кісіль став футболістом маріупольського «Іллічівця», за який виступав до 2014 року. Потім грав за «Десну».
22 січня 2016 року було оголошено про повернення Руслана до «Іллічівця». В маріупольській команді Кісіль відразу став основним гравцем і допоміг їй виграти Першу лігу у сезоні 2016/17. Проте з виходом команди у вищий дивізіон втратив місце в основі.
На початку 2018 року перейшов в донецький «Олімпік».

## Досягнення
- Переможець Першої ліги України: 2016/17